# 李焕章
李焕章（1925年12月—2014年12月13日），河北省献县齐庄人，中华人民共和国政治人物。
早年担任华北人民政府企业部总支秘书兼机关政治指导员。1949年11月，任中央重工业部机关党委秘书、人事司干部科副科长，第一机械工业部干部司科长、统计处副处长、调配处处长、副司长。1969年9月后，任一机部政工组干部组组长、干部司司长。1984年9月，任中央纪委驻机械工业部纪检组组长。1994年6月离休。2014年去世。